# Andreas dei Benzi
Andreas dei Benzi (* um 1360 in Gualdo Tadino; † 17. April 1437 in Sitten) war Fürstbischof von Sitten.

## Werdegang
Er war der Sohn des Pietro di Gionta dei Benzi und studierte Theologie in Rom. Er wurde 1408 Generalvikar der Diözese Erlau (Eger) in Ungarn und im selben Jahr Archidiakon von Zala und päpstlicher Kollektor in den Kirchenprovinzen Kalocsa und Esztergom, sowie 1409 Grosspönitentiar von Ungarn. Er war Anhänger von König Sigismund von Luxemburg und sein Vertreter am Konzil von Konstanz, das ihn 1418 zum Administrator der Diözese Sitten ernannte. 1431 wurde er Bischof von Sitten. Er war Teilnehmer am Basler Konzil (1431–1449) und Stifter des Andreasaltars in der Kathedrale von Sitten.